# Berberis chinensis
Berberis chinensis är en berberisväxtart som beskrevs av Poiret. Berberis chinensis ingår i släktet berberisar, och familjen berberisväxter. Inga underarter finns listade i Catalogue of Life.